# Aart Vierhouten

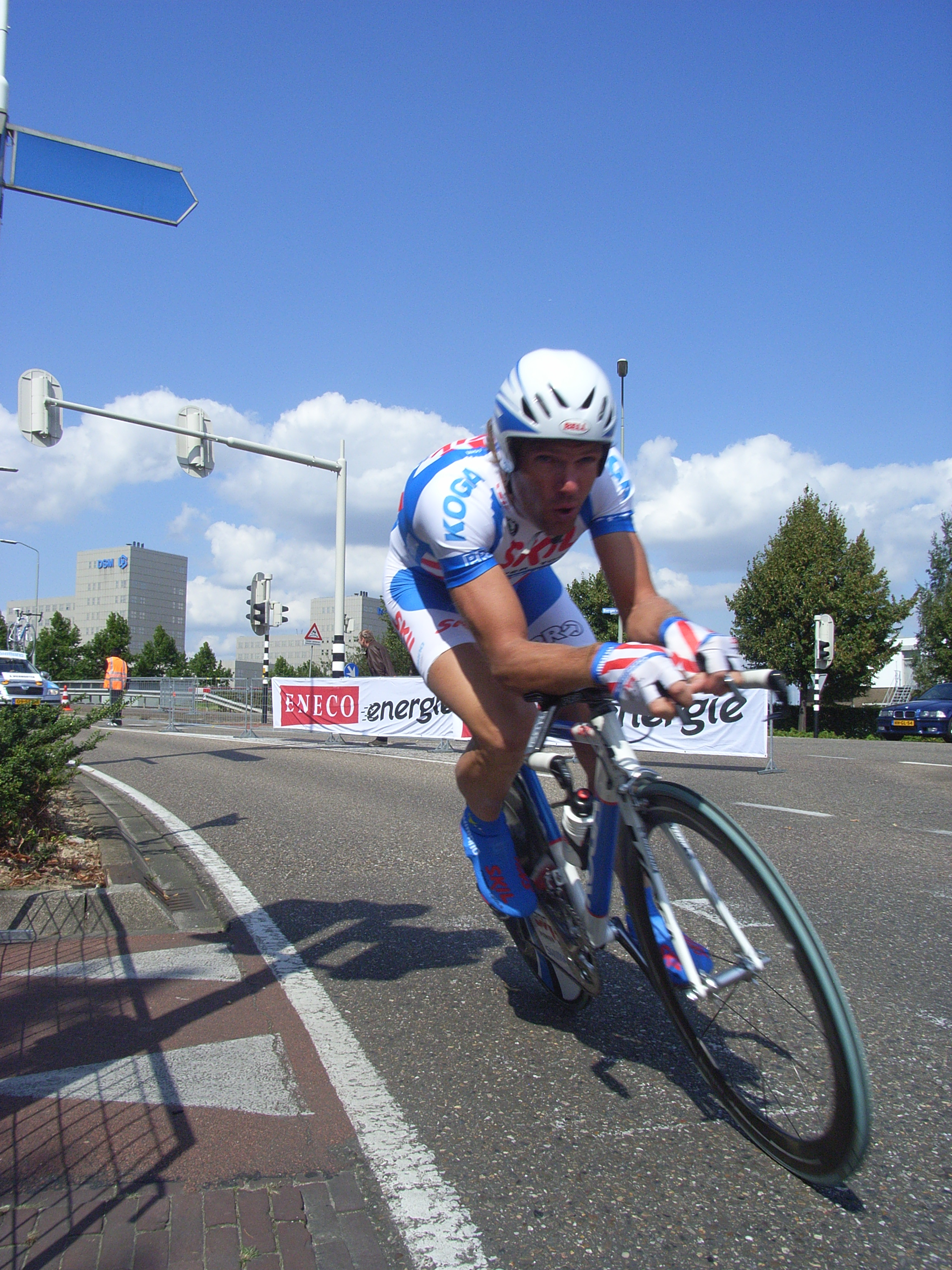
Aart Vierhouten in actie tijdens de Eneco Tour in Sittard

Aart Vierhouten (Ermelo, 19 maart 1970) is een voormalig Nederlands wielrenner.

## Loopbaan
In 1996 werd hij professional bij de Rabobankploeg waar hij als neo-prof direct ingezet werd in de grote voorjaarsklassiekers de Ronde van Vlaanderen en Parijs-Roubaix; hij reed beide wedstrijden uit. Na deelname aan zijn eerste Ronde van Spanje werd hij in 1997 geselecteerd voor het WK in San Sebastiaan waar hij samen met Léon van Bon de finale in ging. Van Bon eindigde op een 3e plaats en Vierhouten finishte als 15e. Na een erg goed 1998 volgde een dieptepunt in voorbereiding op wielerseizoen 1999; op 10 januari werd hij door een auto van de weg gereden tijdens het Rabobank trainingskamp in Calpe (Spanje), met als gevolg een gebroken bekken, 11 gebroken ribben en een verbrijzelde bekkenkam. 
Na een langdurige revalidatie keerde Vierhouten terug in het peloton en reed hij in 1999 de Vuelta uit waarna zijn profcontract bij Rabobank werd verlengd. In 2002 volgt de overstap, op uitnodiging van ploegleider Walter Planckaert naar het Belgische Lotto wielerteam. Bij dit team trad hij vaak op als gangmaker voor Robbie McEwen in de massasprint. Als vaste laatste gangmaker, de lead-out, wonnen ze samen 2 keer de groene trui en 7 etappes in de Tour de France, 10 etappes in de Giro en meerdere klassiekers. Voor de klassiekers was Vierhouten een belangrijke pion in het klassiekerteam van Peter Van Petegem. Tijdens de winterperiodes nam Vierhouten ook deel aan de Zesdaagse van Amsterdam, Rotterdam en Gent. 
In 2006 en 2007 reed Vierhouten voor de  Skil-Shimanoploeg, waar hij de jongeren op sleeptouw nam en zijn kennis deelde. Hierna reed hij bij Vacansoleil-DCM Pro Cycling Team waar hij zijn carrière in 2009 afsloot. Parijs-Tours was zijn laatste wedstrijd: hij reed de hele koers in de kopgroep tot 6 km voor het einde.
Vierhouten nam driemaal deel aan de Ronde van Frankrijk, in 1998, 2002 en in 2004. Hij reed vijfmaal de Giro en twee keer de Vuelta en nam in 1996 deel aan de Olympische Spelen in Atlanta. Hij reed 8 maal voor Nederland het Wereldkampioenschap voor beroepsrenners.Zijn favoriete klassiekers, de Ronde van Vlaanderen en Parijs Roubaix, reed hij maar liefst 12 keer en finishte hij ook 12 keer. Met Rolf Sorensen bij de Rabobank en Peter van Petegem bij de Lotto ploeg was hij drie keer onderdeel van het winnende team in deze monumenten.
Vierhouten werd tijdens zijn fietscarrière in 2006 co-commentator bij NOS Radio Tour de France en op iedere zondagavond nam hij de klassiekers en overige wedstrijden door. Na zijn fietscarrière werd hij in 2010 bondscoach van de junioren/beloften-categorieën bij de KNWU, 2010-2013.
In 2012 schreef hij samen met Koen de Jong het boek 'Ik, de wielrenner'. Dit is een boek voor zowel beginnende als ervaren wielrenners over ademhaling, houding en voeding tijdens het fietsen, afgewisseld met anekdotes uit zijn 14-jarige carrière als beroepswielrenner. In 2013 ging hij aan de slag als technisch directeur bij het Vacansoleil Cycling-team. Zo heeft hij als renner, journalist en als ploegleider de Tour de France meegemaakt.
In november 2018 kwam zijn 2e boek KOPWERK uit, wederom geschreven met Koen de Jong.
In 2022 was Vierhouten ploegleider bij UAE Team Emirates. De twee seizoenen daarna deed hij hetzelfde werk bij Q36.5 Pro Cycling Team, sinds 2025 is hij werkzaam bij Bahrain-Victorious.

## Overwinningen
1993
- Drielandenomloop
- Internatie Reningelst
- Eindklassement Ronde van Luik

1994
- 1e etappe Ronde van het Waalse Gewest
- 9e etappe Ronde van het Waalse Gewest

1996
- 7e etappe Teleflex Tour
- Rund um Rhede

1997
- 2e etappe Ronde van Rijnland-Palts

1998
- Criterium van Aalsmeer

2000
- Groningen-Münster

2004
- Ridderronde Maastricht

2006
- 1e etappe Ster Elektrotoer
- Noord-Nederland Tour
- Profronde van Friesland

2008
- Ronde van Zuid-Friesland

## Resultaten in voornaamste wedstrijden
| Jaar | Ronde van Italië | Ronde van Frankrijk | Ronde van Spanje |
| ---- | ---------------- | ------------------- | ---------------- |
| 1996 |                  |                     |                  |
| 1997 |                  |                     | 89e              |
| 1998 |                  | 88e                 |                  |
| 1999 |                  |                     | 82e              |
| 2000 | buiten tijd      |                     |                  |
| 2001 |                  |                     |                  |
| 2002 | 104e             | opgave              |                  |
| 2003 | opgave           |                     |                  |
| 2004 | 110e             | buiten tijd         |                  |
| 2005 | opgave           |                     |                  |
| 2006 |                  |                     |                  |
| 2007 |                  |                     |                  |
| 2008 |                  |                     |                  |
| 2009 |                  |                     |                  |

| Jaar | Milaan-San Remo | Gent-Wevelgem | Ronde van Vlaanderen | Parijs-Roubaix | Amstel Gold Race | Dwars door Vlaanderen | E3 Harelbeke | Cyclassics Hamburg |  | WK op de weg |
| ---- | --------------- | ------------- | -------------------- | -------------- | ---------------- | --------------------- | ------------ | ------------------ |  | ------------ |
| 1996 |                 |               | 113e                 | 70e            | 61e              |                       |              |                    |  |              |
| 1997 | 151e            | 103e          | 44e                  | 18e            | 33e              |                       |              |                    |  | 14e          |
| 1998 |                 |               | 49e                  | 25e            |                  | 39e                   |              |                    |  |              |
| 1999 |                 |               |                      |                |                  |                       |              | 93e                |  | 77e          |
| 2000 |                 | 27e           | 42e                  | 38e            |                  |                       |              | 23e                |  |              |
| 2001 |                 | 62e           | 26e                  | 31e            | 58e              | 10e                   | 11e          | 11e                |  | 147e         |
| 2002 | 125e            | 12e           | 99e                  | 18e            | 98e              |                       |              |                    |  |              |
| 2003 | 113e            | 21e           |                      | 57e            | 70e              |                       |              |                    |  |              |
| 2004 |                 |               | 36e                  | 34e            |                  |                       |              | 66e                |  |              |
| 2005 |                 |               | 39e                  | 73e            |                  | 7e                    | 12e          | 60e                |  |              |
| 2006 |                 |               | 46e                  | 16e            |                  | 10e                   | ↑            |                    |  |              |
| 2007 |                 |               | 30e                  |                |                  | 11e                   |              |                    |  |              |
| 2008 |                 |               |                      |                |                  | 24e                   |              |                    |  |              |
| 2009 |                 |               | 55e                  | 69e            |                  |                       |              |                    |  |              |

## Ploegen
- 1996 - Rabobank
- 1997 - Rabobank
- 1998 - Rabobank
- 1999 - Rabobank
- 2000 - Rabobank
- 2001 - Rabobank
- 2002 - Lotto-Adecco
- 2003 - Lotto-Domo
- 2004 - Lotto-Domo
- 2005 - Davitamon-Lotto
- 2006 - Skil-Shimano
- 2007 - Skil-Shimano
- 2008 - P3-Transfer-Batavus
- 2009 - Vacansoleil

Wielerploegen van Aart Vierhouten
Blaudzun ·
van Bon ·
Boogerd ·
Boven ·
Breukink ·
Bruyneel ·
Dekker ·
Groenendaal ·
Jekimov ·
Luppes ·
McEwen ·
Moerenhout · 
Nelissen ·
Piziks ·
van der Poel ·
Sørensen ·
Van Hooydonck (tot 30/04) ·
Vierhouten ·
Vogels ·

Hiemstra (stagiair) ·
Reinerink (stagiair) 
Blaudzun ·
van Bon ·
Boogerd ·
Boven ·
Breukink ·
Bruyneel ·
Dekker ·
Groenendaal ·
van Heeswijk ·
Jonasson ·
Jonker ·
Koerts ·
Luppes ·
Luttenberger ·
McEwen ·
Moerenhout · 
Nelissen ·
Piziks ·
van der Poel ·
Sørensen ·
Vierhouten ·
Hiemstra (stagiair) ·
Lotz (stagiair) 
den Bakker ·
van Bon ·
Boogerd ·
Boven ·
Bruinsma ·
Dekker ·
Groenendaal ·
van Heeswijk ·
Hiemstra · 
Jonasson ·
Jonker ·
Koerts ·
Kroon ·
Lotz ·
Luttenberger ·
McEwen ·
Moerenhout · 
Nys ·
van der Poel ·
Sørensen ·
Vierhouten ·
Wauters ·
B. Zberg ·
M. Zberg ·
de Groot (stagiair) ·
Pronk (stagiair) ·
Vlijm (stagiair)
Aebersold ·
den Bakker ·
van Bon ·
Boogerd ·
Boven ·
Dekker ·
Groenendaal ·
de Groot ·
Hiemstra · 
Jonker ·
Kroon ·
Lotz ·
McEwen ·
Moerenhout · 
Nys ·
van der Poel ·
Pronk ·
Sørensen ·
Vierhouten ·
Wauters ·
B. Zberg ·
M. Zberg ·
Vlijm (stagiair) 
Aebersold ·
den Bakker ·
Boerman ·
van Bon ·
Boogerd ·
Boven ·
Dekker ·
Duijn · 
Engels ·
Groenendaal ·
de Groot ·
Hayman · 
de Jongh ·
de Knegt ·
Kroon ·
Lotz ·
Niermann ·
Nys ·
van der Poel (tot 28/02) ·
Pronk ·
Sørensen ·
Vierhouten ·
Wauters ·
B. Zberg ·
M. Zberg ·
Traksel (stagiair) 
den Bakker ·
Boerman ·
Boogerd ·
Boven ·
Dekker ·
Duijn · 
Engels ·
Groenendaal ·
de Groot ·
Hayman · 
de Jongh ·
de Knegt ·
Kroon ·
Lotz ·
Löwik ·
Niermann ·
Nys ·
Pronk ·
Traksel ·
Veneberg ·
Verheyen ·
Vierhouten ·
Wauters ·
B. Zberg ·
M. Zberg
Aerts · Amorison · Baguet · Braikia · Brandt · D'Hollander · De Clercq · Detilloux · Eeckhout · Gardeyn · Marichal · McEwen · Michajlov · Stremersch · Tchmil · Van de Wouwer · Van Dijk · van Gulik · Van Impe · Van Lancker · Van Petegem · Van Speybroeck · I. Verbrugghe · R. Verbrugghe · Vermaut · Vierhouten · Caethoven (stagiair) · D'Haese (stagiair) · Van der Slagmolen (stagiair)
Baguet · Brandt · D'Hollander · De Clercq · Detilloux · Eeckhout · Gardeyn · Gates · Hoste · Marichal · McEwen · Merckx · Moerenhout · Steegmans · van Bon · Van Dijk · Van Impe · Van Petegem · Vansevenant · I. Verbrugghe · R. Verbrugghe · Vierhouten
Baguet · Brandt · D'Hollander · De Clercq · Detilloux · Eeckhout · Gardeyn · Gates · Hoste · Marichal · McEwen · Merckx · Moerenhout · Steegmans · van Bon · Van Dijk · Van Impe · Van Petegem · Vansevenant · I. Verbrugghe · R. Verbrugghe · Vierhouten · Wadecki
Aerts · Amorison · Ardila · Baguet · Brandt · De Vocht · Dockx · Evans · Gates · Kuyckx · Leukemans · Mattan · McEwen · Merckx · Moerenhout · Rodriguez · Roesems · Steegmans · Steels · van Bon · Van Hecke · Van Huffel · Van Petegem · Vansevenant · Vansummeren · Vierhouten · Vogels · Henrion (stagiair) · Meersman (stagiair)
Abe ·
Doi ·
Fang ·
Goesinnen ·
Hirose ·
van Hummel ·
Jin ·
Kano ·
Langeveld ·
Martens ·
Meschenmoser ·
Nodera ·
Ouchi ·
Reinerink ·
Rooijakkers ·
Shinagawa ·
Tjallingii ·
Tsuji ·
Vierhouten · 
Wallaard ·
Weissinger · 
Yamamoto · 

Deroo (stagiair) 
Abe ·
Bacquet ·
den Bakker ·
Deroo ·
Doi ·
Fang ·
Goesinnen ·
Hirose ·
van Hummel ·
Ji · 
Jin ·
Kano ·
Lhotellerie ·
Martens ·
Meschenmoser ·
Müller · 
Nodera ·
Ouchi ·
Rooijakkers ·
Shinagawa ·
Timmer ·
Tjallingii ·
Tsuji ·
Vierhouten · 
Yamamoto · 
Hupond (stagiair) 
Botman ·
van Groen ·
van Hage ·
Hagenaars ·
Honig ·
de Jong ·
Jun ·
Ljungblad ·
Mol ·
Oegema · 
van der Pluijm ·
Poels ·
Soepenberg ·
Traksel · 
Vangheel ·
Vierhouten
van Amerongen ·
Božič ·
Carrara · 
Cooke · 
De Vocht · 
Gołaś (vanaf 01/08) · 
van Groen ·
Honig ·
Hoogerland ·
Lagoetin ·
Leukemans ·
Lhotellerie (tot 01/07) · 
Löwik ·
Marcato ·
Mol ·
Mortensen · 
Mouris ·
Poels ·
Pronk ·
Traksel · 
Veuchelen · 
Vierhouten ·
Westra ·
Berkhout (stagiair) ·
van Leijen (stagiair) · 
Ruijgh (stagiair) 
- International Standard Name Identifier: 0000 0003 9483 5350
- Nederlandse Thesaurus van Auteursnamen: 343023628
- Virtual International Authority File: 289419653
- WorldCat: E39PBJyMjfRxRdmrrxpTdHWRrq